# AGS-30
Der AGS-30 (russisch АГС-30: Автоматический станковый гранатомёт 30, Awtomatitscheski stankowy granatomjot 30, auf Deutsch: lafettierter automatischer Granatwerfer) ist ein Maschinengranatwerfer russischer Herkunft. Der Werfer kommt auf Fahrzeugen, Booten und Hubschraubern zum Einsatz. Bei der Infanterie wird er mit einem 6 kg schweren Dreibein eingesetzt.
In der Schützengruppe kann der Granatwerfer leicht eingebunden werden, da er von nur zwei Soldaten bedient werden kann. Mit einer Munitionsausstattung von 120 Granaten muss jeder Schütze etwa 38 kg tragen. Die Feuerstellung des Werfers kann durch eine Person alleine gewechselt werden, so dass der Werfer zum Beispiel auch im Ortskampf beweglich eingesetzt werden kann. Dazu verfügt er über einen am Dreibein befestigten Tragegriff.
Die Gurttrommel nimmt 30 Granaten des Kalibers 30 × 29 mm B auf. Die vorhandenen Munitionstypen sind: WOG-17, WOG-17M und WOG-30 Splittergranaten. Diese wirken in einem Radius von 7 bis 9 m tödlich. Die Kadenz beträgt 400 Schuss in der Minute. Da sich die Granate nach 27 Sekunden selbst zerstört, liegt die maximale Reichweite bei etwa 1750 Metern. Im Vergleich zu seinem Vorgänger AGS-17 wurde das Gewicht auf 16,5 kg halbiert; eine volle Magazintrommel wiegt 14 kg. Wie das Vorgängermodell ist die Waffe zuschießend; leere Hülsen werden nach unten ausgeworfen. 